# كيري شاندلير
كيري شاندلير (بالإنجليزية: Kerri Chandler)‏ هو موسيقي ودي جيه ومنتج أسطوانات أمريكي، ولد في 28 سبتمبر 1969 في إيست أورانج في الولايات المتحدة.

## وصلات خارجية
- الموقع الرسمي
- كيري شاندلير على موقع ميوزك برينز (الإنجليزية)
- كيري شاندلير على موقع أول ميوزيك (الإنجليزية)
- كيري شاندلير على موقع ديسكوغز (الإنجليزية)